# Arenaria leptoclados
Arenaria leptoclados (Rchb.) Guss., es una especie de planta herbácea perteneciente a la familia de las cariofiláceas.
En The Plant List se la considera un sinónimo de Arenaria serpyllifolia subsp. leptoclados (Rchb.) Nyman

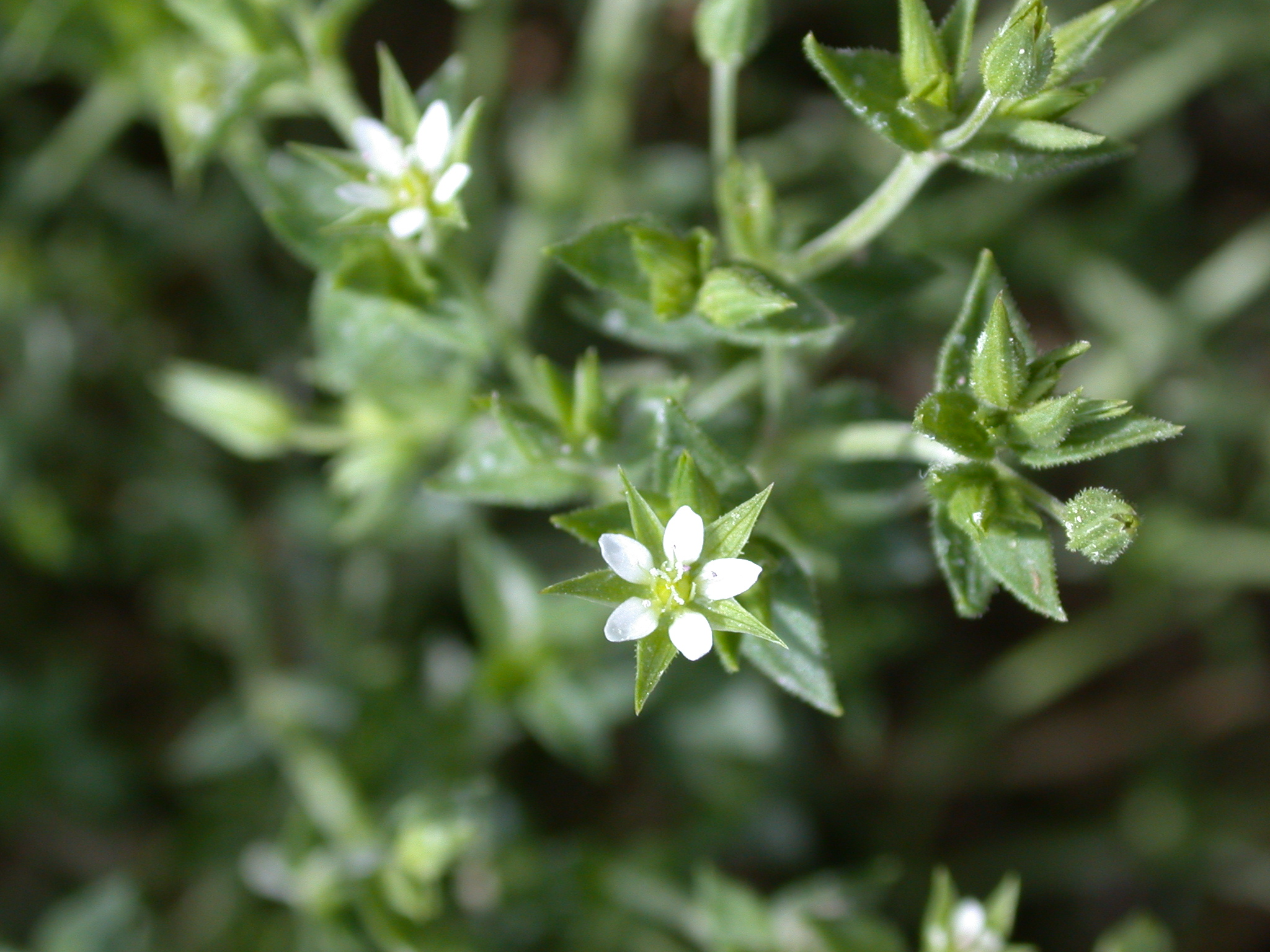
Vista de la planta

## Distribución geográfica
A.leptoclados es una especie de amplia distribución presente en todas las islas Canarias y probablemente nativa.

## Descripción
Se trata de una planta anual de hasta 20 cm, con hojas ovadas o elípticas y flores con pétalos blancos, más cortos que los sépalos, que miden 2–3 mm y poseen pelos glandulares. La cápsula es más o menos cilíndrica, de 2,5–4 mm y las semillas son más o menos reniformes y tuberculadas.

## Taxonomía
Arenaria leptoclados fue descrita por (Rchb.) Guss.     y publicado en Florae Siculae Synopsis 2: 824. 1844.
Citología
Número de cromosomas de Arenaria leptoclados (Fam. Caryophyllaceae) y táxones infraespecíficos: 2n=20
Etimología
Arenaria: nombre genérico que deriva del término latino arenarius  = "de arena, arenoso". Adjetivo sustantivado: la planta a la que J.Bauhin dio este nombre en 1631 vive en terreno arenoso.
leptoclados: epíteto que deriva del latín leptos, que significa "frágil" o "delgado" y klados, que significa "tallo", haciendo referencia a la apariencia de los tallos y ramas de la planta.
Sinonimia
- Arenaria cantabrica Amo
- Arenaria gorgonea Schmidt
- Arenaria leptoclados subsp. minutiflora (Loscos) P.Monts.
- Arenaria leptoclados var. minutiflora (Loscos) Willk.
- Arenaria lloydii var. gracillima Willk.
- Arenaria minutiflora Loscos
- Arenaria serpyllifolia raza tenuior (Mert. & W.D.J.Koch) Samp.
- Arenaria serpyllifolia subsp. leptoclados (Rchb.) Nyman
- Arenaria serpyllifolia subsp. minutiflora (Loscos) H.Lindb.
- Arenaria serpyllifolia subsp. tenuior (Mert. & W.D.J. Koch) Arcang.
- Arenaria serpyllifolia var. cantabrica (Amo) Nyman
- Arenaria serpyllifolia var. gracillima (Willk.) Willk. in Willk. & Lange
- Arenaria serpyllifolia var. leptoclados Rchb.
- Arenaria serpyllifolia var. minutiflora (Loscos) Rouy & Foucaud
- Arenaria serpyllifolia var. prostrata Willk.
- Arenaria serpyllifolia var. scabra Amo
- Arenaria serpyllifolia var. tenuior Mert. & W.D.J. Koch in Röhl.
- Arenaria serpyllifolia var. viscidula Rouy & Foucaud
- Arenaria tenuior [d] minutiflora (Loscos) Gürke in K.Richt.
- Arenaria tenuior var. balearica Sennen & Pau
- Arenaria tenuior (Mert. & W.D.J. Koch) Gürke in K. Richt.]][7]